# Envenenar el pozo
En retórica, envenenar el pozo es una figura de estilo donde se da previamente a un público información negativa, verdadera o falsa, a propósito de un adversario, con el fin de desacreditar o de ridiculizar todo lo que dirá en lo sucesivo este último. Esta figura de estilo puede ser un tipo de argumentum ad personam y ha sido utilizada por primera vez en este sentido por John Henry Newman en su obra Apologia Pro Vita Sudó (1864).

La expresión se origina del envenenamiento de los pozos, una estrategia en tiempo de guerra que pretende envenenar el acopio de agua de un adversario con el fin de debilitarlo antes de llevarle un ataque.